# Urbinói Venus

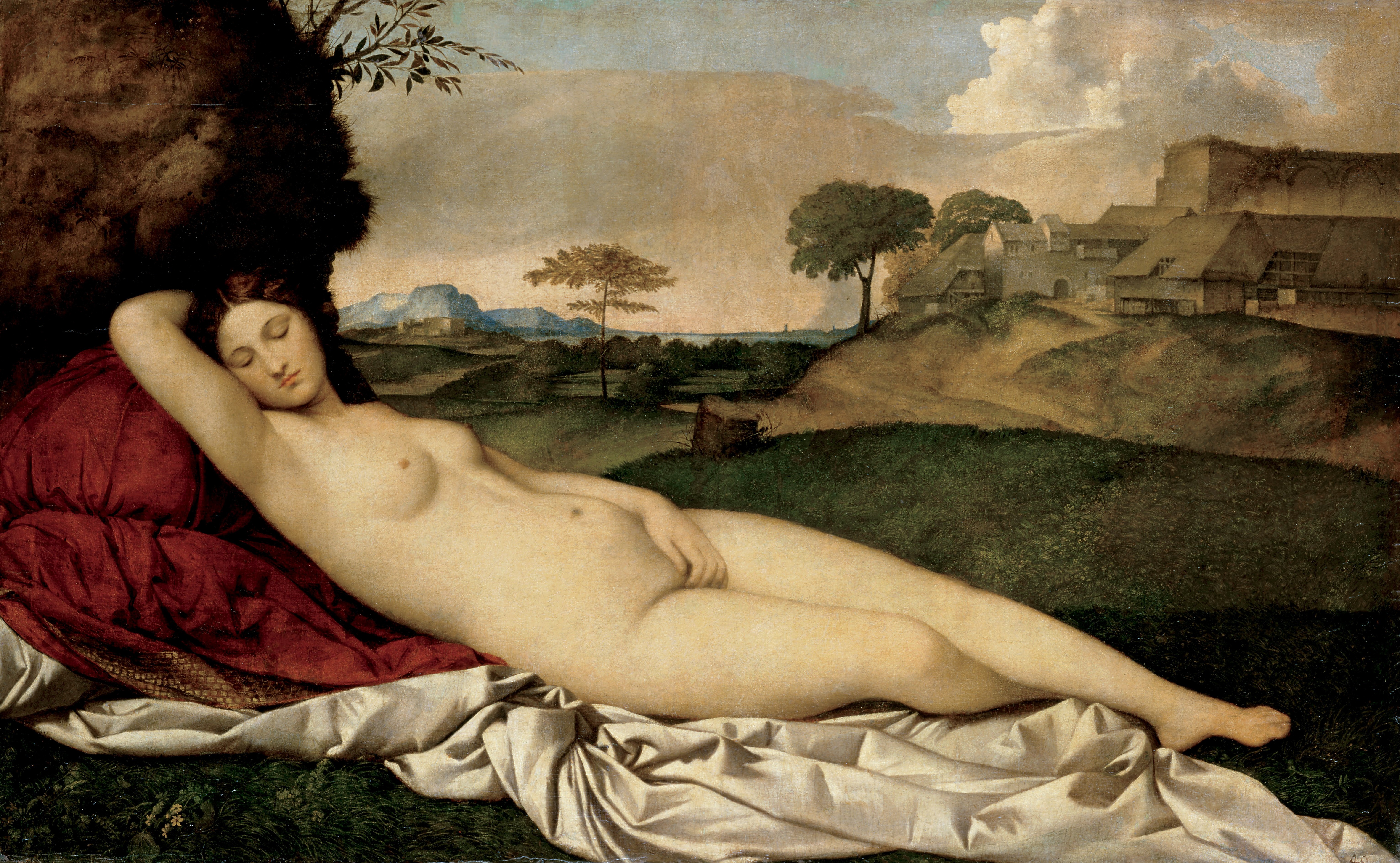
Giorgione: Alvó Venus (1510 körül)

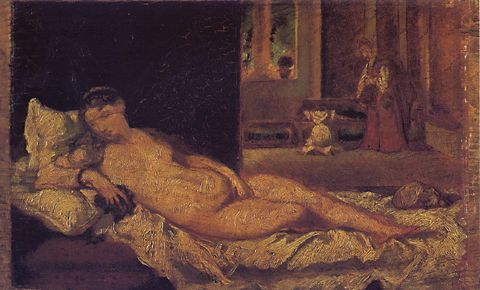
Manet másolata az Urbinói Venusról (1856)

Manet: Olympia (1863)

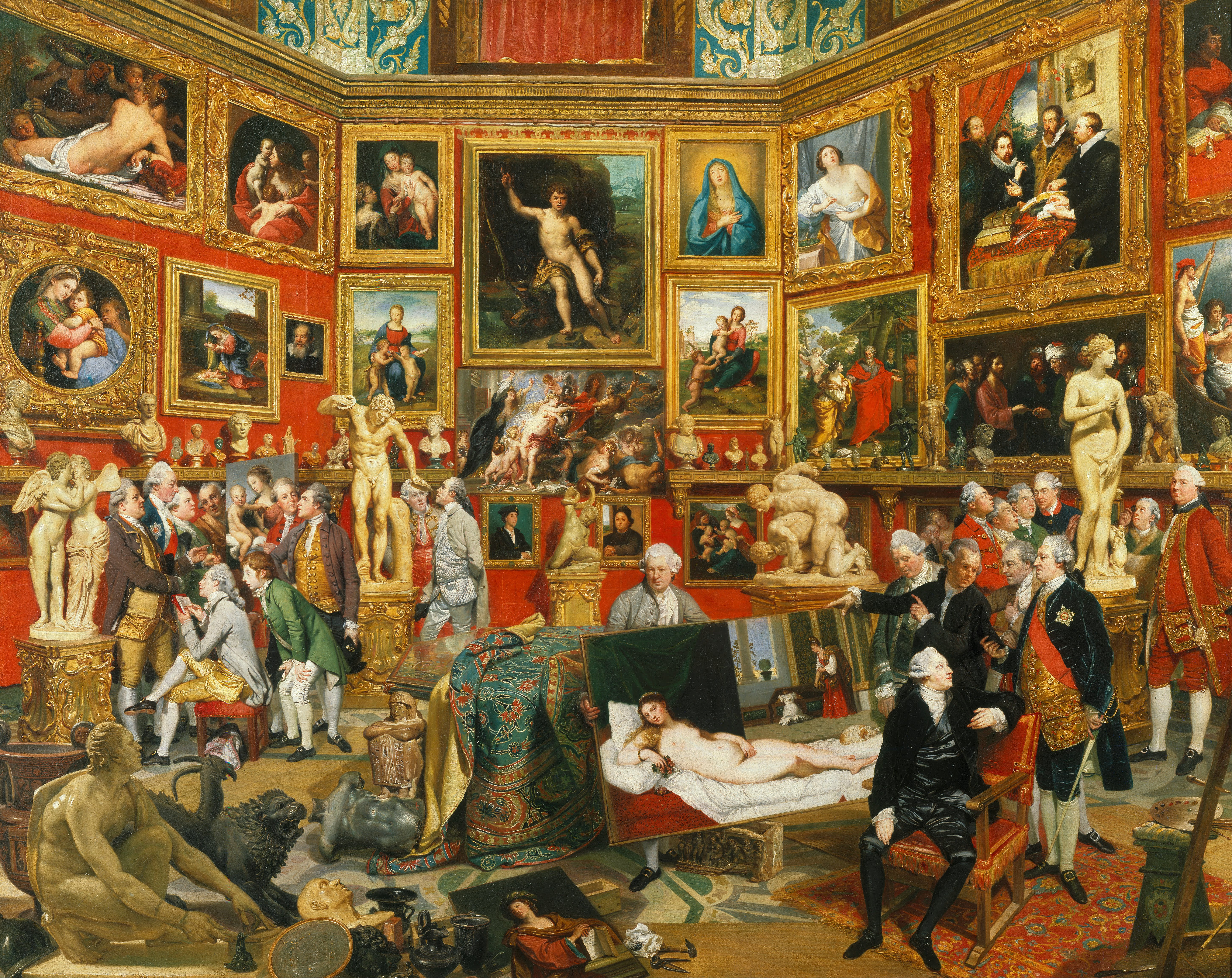
Előtérben balra az Urbinói Venus, jobbra fent a Medici-Venus Zoffany festményén, az Uffizi Galéria Tribuna terme, 1772 körül

A firenzei Uffizi Galériában őrzött Urbinói Venus c. festményt 1538-ban festette Tiziano Vecellio az urbinói herceg számára Velencében.

## Alvó Venus
A kép nem előzmény nélkül való, mivel Tiziano mestere, Giorgione festette meg az Alvó Venust, amelyet korai halála miatt nem tudott befejezni. Velencében, Girolamo Marcello házában pihent az aktkép 1525-ig.
Szabadban, tájháttér előtt velencei fiatal mezítelen hölgy szunnyad egy drapérián egyik karjára dőlve. Alakja az antik márványszobrokról ismert kivételesen arányos formákra emlékeztet. A tájat Tiziano fejezte be, talán még a drapériát is ő festette az aktképhez. Ártatlanság és nyugalom sugárzik Giorgione Alvó Venusából.

## Urbinói Venus
Tiziano Urbinói Venusa erőteljesebb érzékiséget, tisztaságot és várakozást sugároz. A kép dinamizmusát növeli az enteriőr; az ágy vörös bársonyával és fehér drapériájával éles kontrasztot alkot az akt meleg színe; a pompás szobában a háttérben két szolgáló készíti elő a fiatal hölgy ruháit; az ablakon át kéken, aranyosan ragyog az ég, és a lagúna színei látszanak. Giorgione Alvó Venusához közeli időben került napvilágra (1530, 1538). A műértők abban az időben Tiziano képét találták kifejezőbbnek, de azóta váltakozva részesítik előnyben Giorgionééval. Sokan sejtetik, hogy az antik kultúra hatásán túl Tiziano e képének dinamizmusa, elrendezése, koloritja a manierista stílus előfutára – mások tagadják ezt, s teljességgel az érett reneszánszhoz, a cinquecento festészetéhez kötik Tizianót.

## Olympia
Számos későbbi nagy festőre gyakoroltak hatást Giorgione és Tiziano aktfestményei, köztük volt Velázquez, Goya és Édouard Manet. Mind közül talán legnevezetesebb Manet Olympiája, Manet le is másolta pályakezdésekor Tiziano Urbinói Vénuszát, mire 1863-ban megalkotta saját először hírhedt, majd híres Olympiáját, amelynek stílusa már egyenesen az impresszionizmusba vezetett. E képen nem az érzékiség, hanem a pénzért kapható szépség és titok kap fő szerepet, ennek szimbóluma az akt bal kézfejének nyitott ujjai, amelyek a titkot igyekeznek elfedni, a háttérben levő fekete szolgáló és fekete macska is titkot sejtet, vadonatúj stílusban, az impresszionizmus stílusában.

## Összefoglalás
Az nem lehet kétséges, hogy mindhárom Venusra hatott Itália földjén addig legszebbnek számító Medici-Venus szobor, látták ezt a kortársak és utódaik is. Előszeretettel állították ki egy teremben a XVIII. században a Medici-Venust és Tiziano Urbinói Venusát. A Medici-Venus szobor európai egyeduralmát majd csak a Louvre-ban 1820-ban kiállított Milói Venus döntötte meg, de az már egy másik történet.

## Az elemzett művek adatai
1. Tiziano Vecellio: Urbinói Venus (1538) (olaj, vászon, 119 x 165 cm), Galleria degli Uffizi, Firenze
2. Giorgione: Alvó Venus (1510 körül) (olaj, vászon, 108,5 x 175 cm), Zwinger, Drezda
3. Édouard Manet másolata Tiziano Urbinói Venusáról (1856) (24 x 37 cm)
4. Édouard Manet: Olympia (1863) (olaj, vászon, 130,5 x 190 cm), Musée d’Orsay, Párizs
5. A Medici-Venus szobor (Eredetije Kr. e. 3. századból; 1,53 m magas) Galleria degli Uffizi, Firenze